# Pleťová maska

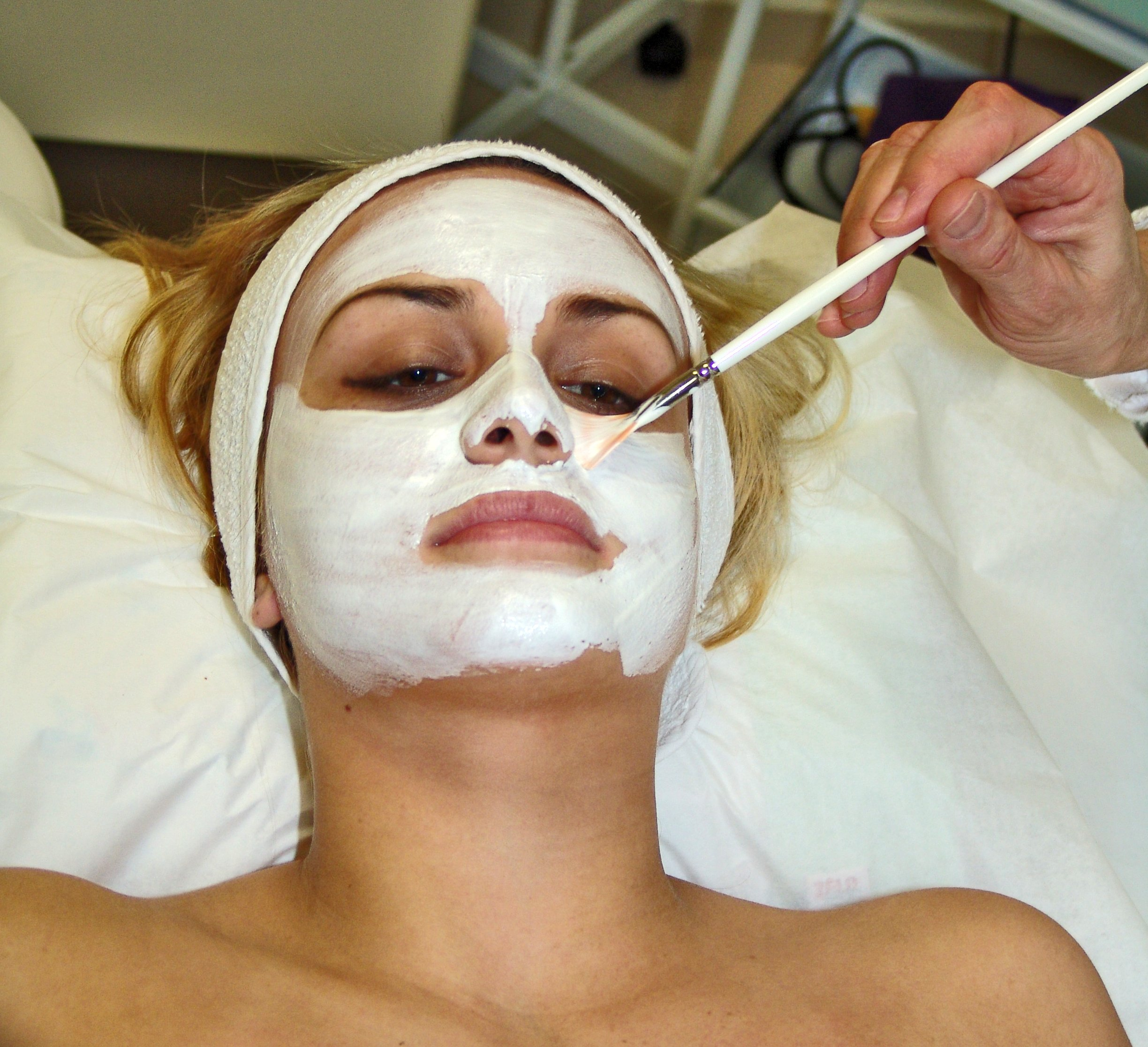
Pleťová maska

Pleťová maska nebo také hydratační maska je označení výrobku a nebo kosmetické procedury, jejímž cílem je čistit, hydratovat, vyživovat či jinak ošetřit pleť na obličeji, případně na obličeji a krku. Také se pomocí ní dají zmírnit dopady životního prostředí, nepříznivých vlivů způsobených velkými teplotními výkyvy (mráz a teplo působí negativně na stav pleti) či zmírnit projevy stárnutí pleti (např. rozšiřování cév, vrásky atd.). Používají je především ženy, avšak tento typ péče o pleť se stále více rozšiřuje i mezi muži.
Dělí se na přírodní a chemické typy. Chemické jsou průmyslově vyráběné, obsahují chemické látky a mají dlouhou dobu spotřeby. Přírodní pleťové masky (vyráběné průmyslovým způsobem) jsou vyrobeny z přírodních, domácích dostupných materiálů, neobsahují stabilizátory a konzervační látky. Jejich trvanlivost je většinou (až na několik výjimek) menší než 2 hodiny. Cenné vlastnosti ztrácejí kontaktem se vzduchem a kovovými předměty.

## Profesionální a domácí pleťové masky
Liší se především dobou upotřebitelnosti a cenou. Domácí pleťovou masku lze vyrobit velmi levně, je třeba ji však velmi rychle spotřebovat, ve většině případů v rámci několika hodin. Vyrobena je většinou z běžně dostupných surovin, např. z vaječného bílku, citrónové šťávy, droždí, silně mineralizované vody, medu, apod. Oproti tomu cena za profesionální pleťovou masku může být nesrovnatelně vyšší než v případě domácí masky, výhodou je však v tomto případě delší trvanlivost.

## Druhy pleťových masek
Čisticí masky pomáhají řešit problémy znečištěné pleti a pleti trpících akné. Jejich cílem je především důkladné vyčištění pleti a stažení pórů.
Hydratační masky mají za cíl dodat pleti potřebné živiny a minerály, jejichž nedostatek způsobuje dehydrataci. Výsledkem použití hydratační masky by měla být výrazně jemnější a vláčná pleť.
Liftingové masky vyhlazují pleť, odstraňují z ní odumřelé buňky a zlepšují celkový obraz pleti. Redukují také vrásky a pomáhají tak eliminovat projevy přirozeného stárnutí pleti.
Regenerační masky obsahují vysoký obsah vitamínů a minerálních látek. Jejich primárním cílem je dodání potřebných živin pleti, která delší dobu trpěla jejich chronickým nedostatkem.